# De kleine kapitein (toneelstuk)
De kleine kapitein is een Nederlandse muziektheatervoorstelling uit 2006, gebaseerd op het gelijknamige boek van Paul Biegel. André Arends en producente Henrike van Engelenburg werkten daarbij samen met tekstschrijver Tom Sijtsma en regisseur Bruun Kuijt. Arends was ook de componist van de muziek van de voorstelling. Hoofdrollen lagen in handen van Hugo Konings (Kleine Kapitein), Frits Lambrechts (Grijze schipper), Lottie Hellingman (Marinka) en Herman Bolten (Dikke Druif). De voorstelling werd door de Volkskrant uitgeroepen tot de beste kindervoorstelling van dat jaar.
In 2014 ging De kleine kapitein in herneming met nieuwe acteurs: Arjan Smit, Alexandra Alphenaar, Robbie Aldjufri, Christian van Eijkelenburg en Michel Sorbach. Deze keer werden aria's uit de beroemde opera Giulio Cesare van Georg Friedrich Händel uit 1724 gebruikt, die door Fons Merkies bewerkt werden. De criticus van de Theaterkrant, Max Arian, vindt woorden van lof voor de acteurs: "Ze gaan natuurlijk naar het Eiland van Groot en Groei en worden daar plotseling volwassen mensen. Als ze weer van het eiland wegvaren worden ze kleiner en vooral Arjan Smit kan met een minieme verandering in mimiek zo weer een jongetje worden dat niet meer weet dat hij net nog met Marinka een verliefd duet heeft gezongen."

## Weblinks
- Website over de theatervoorstelling